# Yannick Lontsi
Yannick Lontsi Yemele (5 januari 1989 – Yaoundé, 29 mei 2016) was een Kameroens wielrenner.

## Carrière
In 2014 won Lontsi de eerste etappe in de GP Chantal Biya. De leiderstrui die hij daaraan overhield raakte hij een dag later kwijt aan Damien Tekou.
Op 29 mei 2016 overleed Lontsi aan de gevolgen van een valpartij tijdens de massasprint in een Kameroense nationale wedstrijd een dag eerder, waarbij hij het bewustzijn verloor.

## Overwinningen
2014
1e etappe GP Chantal Biya